# Marta Bayerová
Marta Bayerová (* 31. května 1956 Znojmo) je česká politička, v letech 2008 až 2014 senátorka za obvod č. 54 – Znojemsko, v letech 2002 až 2008 poslankyně Poslanecké sněmovny PČR, dlouholetá zastupitelka města Znojma. Byla členkou KSČM.

## Profesní a osobní život
Pochází z rodiny znojemských starousedlíků, kteří v tomto městě zůstali i během německého záboru po roce 1938. Rodiče byli dělnického původu a po 2. světové válce oba vstoupili do KSČ. Do této strany později vstoupila i Marta Bayerová. V roce 1980 promovala na Přírodovědecké fakultě Univerzity J. E. Purkyně v Brně (dnešní Masarykova univerzita). V letech 1980 až 1998, kdy pracovala na Gymnáziu ve Znojmě, složila doktorandskou zkoušku z fyziky a získala titul RNDr. Mluví německy, rusky a slovensky.
Je vdaná za Ing. Jaroslava Bayera a mají dva syny, Jaroslava a Jiřího.

## Veřejný život
Již v roce 1981 byla zvolena do MěNV a Rady MěNV ve Znojmě. Od té doby se trvale angažovala v místní politice a to i po sametové revoluci. Již po komunálních volbách v roce 1990 byla zvolena radní Znojma. V komunálních volbách roku 1994, komunálních volbách roku 1998, komunálních volbách roku 2002 a komunálních volbách roku 2006 byla zvolena do zastupitelstva města Znojmo za KSČM. V roce 2006 kandidátku vedla a strana volby vyhrála. Profesně se uvádí jako profesorka. V roce 1998 se stala zástupkyní starosty Znojma.
Ve volbách v roce 2002 byla zvolena do poslanecké sněmovny za KSČM (volební obvod Jihomoravský kraj). Byla členkou sněmovního výboru pro veřejnou správu, regionální rozvoj a životní prostředí a volebního výboru. Mandát obhájila ve volbách v roce 2006. Působila jako místopředsedkyně výboru pro veřejnou správu, regionální rozvoj a životní prostředí. V dolní komoře parlamentu setrvala do října 2008, kdy rezignovala na mandát.
V senátních volbách roku 2008 kandidovala do horní komory parlamentu za senátní obvod č. 54 – Znojmo. Získala 41 % hlasů v 1. kole. Ve 2. kole porazila Petra Nezvedu z ODS, zvítězila se ziskem 69 % a stala se senátorkou. V Senátu se stala členkou Výboru pro územní rozvoj, veřejnou správu a životní prostředí, Podvýboru pro energetiku Výboru pro hospodářství, zemědělství a dopravu, Stálé komise pro práci Kanceláře Senátu a Stálé komise pro Ústavu České republiky a parlamentní procedury. Po vzniku Senátorského klubu SPOZ+KSČM+Severočech se stala jeho místopředsedkyní.
Před komunálními volbami v roce 2010 se nedohodla s KSČM na sestavení kandidátky a vůbec se na ni nedostala. Postavila se tedy do čela listiny sdružení Občané městu, město občanům, pro které získala 8,23% hlasů. KSČM proti ní ve volbách vedla kampaň, která nabádala k tomu, aby ji voliči nedávali hlas. Později jí dokonce hrozilo vyloučení ze strany.
V senátních volbách 2014 obhajovala svůj mandát, ale v KSČM se kvůli tomu projevily rozpory. Přestože Bayerová nezískala podporu okresní ani krajské organizace KSČM, Ústřední výbor strany její kandidaturu přes opakované protesty okresní organizace schválil. Okresní organizace se proto rozhodla nominovat vlastního kandidáta Petra Krátkého jako nezávislého. Podle Bayerové se jedná o aktivitu několika lidí okolo předsedy okresní organizace Miroslava Vlašína, kteří tím porušují platné stanovy strany. Během senátní kampaně byla médii kritizována za to, že využila na letácích fotografii se starostou Znojma Vlastimilem Gabrhelem z ČSSD, což prý mohlo vyvolávat dojem, že má jeho podporu ve volbách. Se ziskem 12,57 % hlasů nakonec skončila v prvním kole na 4. místě a nepostoupila tak ani do kola druhého. Po neúspěšné obhajobě mandátu se vrátila ke svému původnímu zaměstnání učitelky matematiky a fyziky na Gymnáziu Dr. Karla Polesného.
Její spory s místní organizací KSČM se promítly i do komunálních voleb v roce 2014, kdy znovu nezískala místo na kandidátce strany ve volbách do zastupitelstva Znojma a kandidovala jako členka KSČM za sdružení Občané městu Znojmu. Sdružení ale obdrželo jen 2,86 % hlasů a žádný jeho představitel nebyl tedy zvolen zastupitelem. Po volbách ji okresní výbor KSČM vyloučil ze strany právě kvůli kandidatuře za konkurenční sdružení. Bayerová se proti rozhodnutí odvolala.
Od května 2008 byla členkou Ústředního výboru KSČM.
Po ukončení politické kariéry se v roce 2014 vrátila k pedagogické dráze na Gymnáziu Dr. Karla Polesného Znojmo, kde učila matematiku a fyziku. V roce 2018 přestoupila na základní školu na náměstí Republiky ve Znojmě. V září 2019 se v tisku objevila kritika rodičů na nedodržování osnov, chaotický styl výuky či problémy s alkoholem. Ředitel základní školy však kritiku odmítl.